# Serbonnes
Serbonnes är en kommun i departementet Yonne i regionen Bourgogne-Franche-Comté i norra Frankrike. Kommunen ligger i kantonen Sergines som tillhör arrondissementet Sens. År 2022 hade Serbonnes 693 invånare.

## Befolkningsutveckling
Antalet invånare i kommunen Serbonnes
| Referens: INSEE |